# Ente di gestione delle aree protette dei Parchi Reali
L'Ente di gestione delle aree protette dei Parchi Reali è un ente strumentale della Regione Piemonte, istituito nel 2009.
All'ente sono affidati in gestione:
- il Parco naturale La Mandria
- il Parco naturale di Stupinigi
- la Riserva naturale della Madonna della Neve sul Monte Lera
- la Riserva naturale della Vauda
- la Riserva naturale del Ponte del Diavolo

L'ente gestisce, inoltre, il sito della rete Natura 2000 Grotte del Pugnetto.